# John Abruzzi
John Abruzzi interpretat de Peter Stormare, este un personaj din serialul de televiziune Prison Break difuzat de Fox.